# Cinnamomum salicifolium
Cinnamomum salicifolium är en lagerväxtart som först beskrevs av Christian Gottfried Daniel Nees von Esenbeck, och fick sitt nu gällande namn av André Joseph Guillaume Henri Kostermans. Cinnamomum salicifolium ingår i släktet Cinnamomum och familjen lagerväxter. Inga underarter finns listade i Catalogue of Life.